# Drilon Vallis
La Drilon Vallis è una struttura geologica della superficie di Marte.